# Castegnato
Castegnato là một đô thị trong tỉnh tỉnh Brescia thuộc vùng Lombardia, Ý. Đô thị này có diện tích 9 km², dân số 7142 người. Các đô thị giáp ranh gồm: Gussago, Ospitaletto, Paderno Franciacorta, Passirano, Rodengo-Saiano, Roncadelle, Travagliato